# Burning Sun事件
Burning Sun事件（韓語：버닝썬 게이트）或稱勝利夜店事件，是指於2019年被揭發的韓國娛樂圈性犯罪醜聞。事件牽涉一些韓國偶像名人、官員和警察，成為K-pop行業目前涉案程度最大的一個案件。醜聞包含強姦和非法使用針孔攝影機、聊天室的不法訊息及警察腐敗等問題。
事件始於2019年1月28日，當時MBC新聞平台報道了2018年11月一名職員在江南著名夜總會——Burning Sun中襲擊男性俱樂部的人。涉案人大部分退出了所有的電視節目演出。
這場醜聞導致2019年3月8日的國際婦女節在江南街頭抗議Burning Sun和其他酒店，要求結束將女性性對象化。儘管成千上萬的女性在2018年類似集會也同樣反對非法拍攝和分享，但對流行偶像負面形象的指控仍令公眾感到驚訝。本次醜聞震驚整個韓國，其嚴重性引致韓國政府下令徹查。

## Burning Sun夜店
Burning Sun夜店（韓語：클럽 버닝썬）於2018年2月23日在首爾江南區驛三洞艾美酒店開業，並在2019年2月17日的事件調查期間關閉。艾美酒店於2017年9月在原麗思卡爾頓酒店的地點開業，比Burning Sun夜店開業早幾個月。

### 其他夜店
「Monkey Museum」是在江南區清潭洞的夜店，於2016年7月27日開始營業。由勝利與Yuri Holdings的代表劉仁碩一起開設。在事件調查期間，發現該夜店申報為普通餐廳，疑似違反了韓國食品衛生法；而調查過程中，勝利表示事前知情這樣做可能存在違法問題。
2019年3月21日：韓國警方後續傳召的調查中，勝利承認夜店營業登記種類違規。
2019年5月4日：對於Monkey Museum警察屬於按照法律判定，無任何外部勢力介入，Monkey Museum酒店早已根據法例受到停業一個月並罰款的處罰。
這是勝利所屬的一間夜店，「據稱」他在那裡安排投資者進行性愛，不過最後並沒有證據證明發生過此事。

## 事件發展

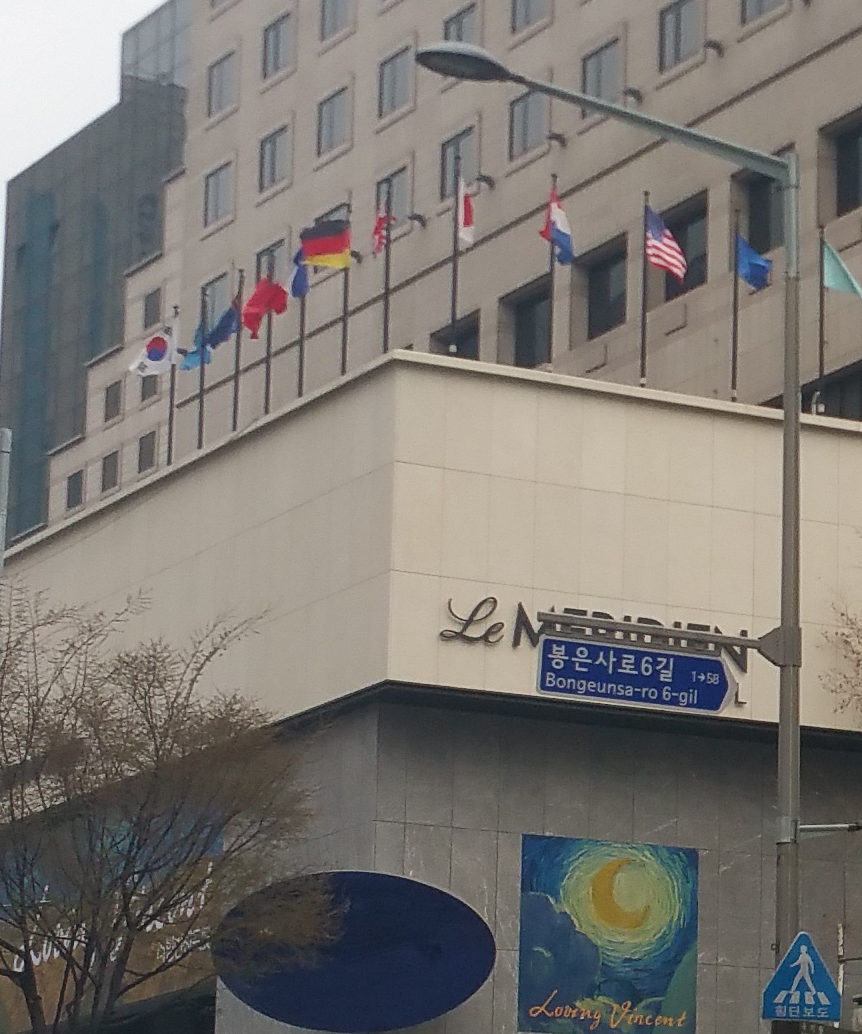
Burning Sun夜店位於韓國首爾的艾美酒店。

### 金相教暴力事件
2018年11月在首爾江南區艾美酒店的「Burning Sun」夜店發生集體暴力事件，事件中的29歲男子金相教聲稱，他試圖協助一名在店內被性騷扰的女子離開，卻遭多名夜店保全毆打致傷。
2019年5月15日：觸發「Burning Sun」事件的金相教（29歲）因涉嫌對多名女子進行性騷擾而被移交給檢方。警方調查了當時金相教的動向和行動、受害者和目擊者的陳述、夜店內的監控錄像等，確認了提出被害陳述的共四名女性中的三名。對剩下的那一名女性的猥褻嫌疑，因沒有監控錄像等證據不足，決定以不起訴意見移交。
2019年11月17日，金相教向傳媒親口承認，當時Burning Sun夜店事件，其實是在利用李勝利的名人效應，故意把事情鬧大，而勝利只是被拉去當一顆鬥爭的棋子而已。同時，他強調自己因為最近遭到威脅，所以才出來說這件事的幕後黑手並非勝利。

### 勝利退出娛樂圈
YG娛樂在2019年2月28日宣布，勝利原訂於3月9、10日在大阪，及同月17日在雅加達的演唱會全部取消，經紀公司後續也不會安排參與任何演藝行程。同年3月11日勝利於Instagram社群平台上，發表聲明宣布正式退休。

### 鄭俊英對話群組
韓國歌手鄭俊英經搜查後，發現他有多個偷拍的KakaoTalk對話群組。該群組人數共有14名，其中群組內有崔鍾訓等人。雖然龍俊亨被SBS記者編輯為群組成員，但經調查後，龍俊亨否認並確實沒有在群組裡，也沒有參與任何偷拍及散播性愛影片，而是過去與鄭俊英一對一的對話中曾收過影片並有過不適當言論。
2019年3月14日，龍俊亨撤回先前否認收到該種影片的言論，並離開男子演唱團體Highlight。
2019年3月17日，SBS報導指出，該對話群組都知道尹姓警察總長的存在。同月30日首爾地檢署正式公開涉嫌犯罪的人數，鄭俊英的非法群組多達23個，其中包含1對1對話框或者群組，都有涉嫌散播偷拍影片，並掌握到參與人數為16名。同月31日，Eddy Kim被首爾地方警察局以關係人身分進行2小時偵訊後，列為嫌疑人立案。
2019年4月1日，韓國歌手崔鍾訓經首爾地檢署調查後，被確定偷拍一次，及群組內散播5則偷拍影片或照片，最後以涉嫌上傳非法偷拍物遭立案。同月4日，首爾地方警局證實Roy Kim有散播偷拍嫌疑，以涉嫌散佈非法影片立案；而MBC《News Desk》確認Eddy Kim為第10名涉案的藝人，立即被韓國Green Plugged音樂節取消表演。
2019年5月9日，韓國檢方開記者會表明調查幾乎完成，已拘留23人，預計本周會完成對勝利的調查並申請拘捕令。同月10日，鄭俊英，因涉嫌違反性暴力犯罪處罰特例而被起訴，案件在首爾瑞草洞首爾中央地方法院進行公審準備，已承認全部犯罪的嫌疑，並同意檢方提交的證據，又謂會嘗試與其散布及偷拍性愛片的受害女性進行和解，並提出要求與崔鍾訓一同涉及的集體性侵案合併處理。
2020年3月7日，Eddy Kim截取網路一張煽情照傳到群組被調查，最終證實與分享非法偷拍物的該群組無關，檢方做出緩起訴處分。同年5月11日，Roy Kim看到該群組裡的一張女星合成裸照，而截圖告知群組成員，此舉被認定為二度上傳圖片，才被列為調查人物，最終也是被檢方判緩起訴處分。

### 收買尹姓總警
因2016年崔鍾訓酒後駕駛遭警方暫扣駕照後，於群組上求援。最後由劉仁碩出錢將該事件壓下，當時崔鍾訓還在群組內發文感謝，群組成員權赫俊還藉機揶揄一下。
韓國女演員朴韓星受該事件影響，因證實曾與劉仁碩、崔鍾訓、尹姓總警（在群組內被稱為「警察總長」，但目前韓國的警階制度中並不存在這一職務）一同球聚，而讓原先支持的愛好者們感到失望，紛紛向連續劇《悲傷時相愛》的製作單位提出刪除她所飾演的角色內容。對此，朴韓星在2019年3月19日向支持者表達感謝，並向批評的人道歉。
勝利表示，不認識尹姓總警，未與崔鍾訓、劉仁碩打高爾夫，而先前在派對上穿的警察制服，是從網路上買來，只是萬聖節Cosplay的自拍照片。
2019年3月28日：首爾地方警察廳廣域搜查隊表示，已經拿到了勝利從服裝租借企業"gagsital "租借的結算收據。
2019年4月11日：關於勝利的警服爭議風波，警方確認了服裝公司的訂單內容和相關關係者調查後，做出了無嫌疑的結論。
2019年4月18日：警方表示追查了相關賬戶，並傳喚了相關聊天室的8名參與者進行確認，結果沒有財物往來的情況。警方其後進一步解釋這些指控毫無根據，聊天室成員根本沒有和警方幹部級相關人士接觸過。
2019年5月4日：對於聊天室中所說的尹警官調查已結束，判定為無嫌疑。從劉仁碩那裡得到的高爾夫，餐飲招待和演唱會門票，因為不能證明報酬性質所以不能被看作是賄賂物，而且數額較小，所以難以適用於《禁止不正當請託法》。

### 開放未成年進夜店
根據《Newsdesk》報導，2017年7月份曾讓未成年人進入Burning Sun夜店玩樂，事後遭人檢舉，夜店以2000萬韓元賄賂警方讓此案件調查組全封口。並於案發後，夜店要求當事者做出虛假的供詞，若不從就索討4億韓元的賠償金。而根據錄音紀錄，李聖賢代表當時與勝利聯繫了2次。對此，勝利的律師表示，先前未知此事，而後警察調查也稱，勝利無法被證明涉案。
2019年5月27日：Burning Sun代表李成賢在法庭上表示，並沒有向勝利報告為平息未成年出入事件而向前任警官行賄的事實，而是向Burning Sun的另一位代表李文浩報告。

### 朴有天涉嫌吸毒
2019年4月1日，朴有天前女友黃荷娜涉嫌吸毒，韓國證券新聞爆出黃荷娜曾經和Burning Sun夜店事件有關連，在2015年黃荷娜吸毒被逮的判決書中，找到了Burning Sun夜店中的趙姓員工和黃荷娜有毒品交流的紀錄，黃荷娜不只是有吸毒，還提供了毒品。然而2015年至今已經4年過去，黃荷娜全都沒受到相關懲罰；一週後承認於2015年吸毒戒掉後，2018年因某藝人朋友而再次吸毒，並迫於壓力繼續吸毒，甚至被強行注射毒品，並供稱今年2、3月間和朴有天一起吸毒，朴有天開記者會否認。韓國警方採集朴有天身上腿毛，和在家中他所掉落的毛髮檢測，驗出冰毒陽性反應，意即短期內曾經吸食毒品，其經紀公司宣布支持不解約，朴有天依先前記者會發言表示絕不退出演藝圈（因和JYJ經紀公司未解約且不退出演藝圈，將會繼續參加JYJ活動）。但最後仍被經紀公司解約並退出演藝圈。

### 「記者聊天室」共享非法資訊
2019年4月19日：知情人士將某聊天群組舉報出去，1張擷圖圖片顯示，群組中的用戶分享了Burning Sun的性侵影片。據了解，這些受害女性是在不知情或未同意的情況下被下藥、性侵和拍片，群組用戶也分享了嫖妓的經驗，但賣淫在韓國是非法的。目前傳出約有200名記者、製作人和其他媒體人士在群組裡，首爾地方警察廳對此強調，警方的網路犯罪調查部門已著手調查此案。
2019年5月12日：警方正在對因共享非法攝影物和性交易信息而引發爭議的所謂「記者聊天室」成員進行調查，並將案件從內部調查轉為正式調查。首爾地方警察廳網絡搜查隊表示，從市民團體「數碼性犯罪out」收到了以違反《信息通信網法》等嫌疑，對由記者和PD等媒體界從事者組成的kakao talk聊天室參加者的檢舉信。據舉報信顯示，記者和PD等人參與的該聊天室里，共享了被稱為「Burning Sun影片」的非法攝影物等各種淫穢物。

### 其他調查項目
2019年6月下旬，英國廣播公司新聞記者Laura Bicker分享了她從目擊者那裡收集的關於在江南夜生活的指控，“在其炫目的夜總會中，女性被強大的男人慫恿並被性侵害，未成年女孩被性剝削獲利”。她與俱樂部觀眾，員工和受害者交談；並觀看了三名男子性侵犯一名疑似失去意識的女子的影片。

### 二度提交勝利拘捕令
2020年1月8日首爾中央地檢刑事3部對勝利，涉嫌性交易、仲介性交易、挪用夜店公款、貪汙、違反食品衛生法，及新增涉嫌海外賭博和違反外匯交易等7項犯罪，向法院再提請拘捕令。同月13日上午10點首爾中央地方法院開庭受訊，對勝利進行逮捕必要性審查。

## 調查報告
SBS調查記者檢查了KakaoTalk聊天消息，該消息是由舉報人發送到電視台SBS funE的，是Kang Kyung-yoon。她以前的工作包括報導與前總統朴槿惠有關的腐敗案件。

## 婦女權益與抗議事件

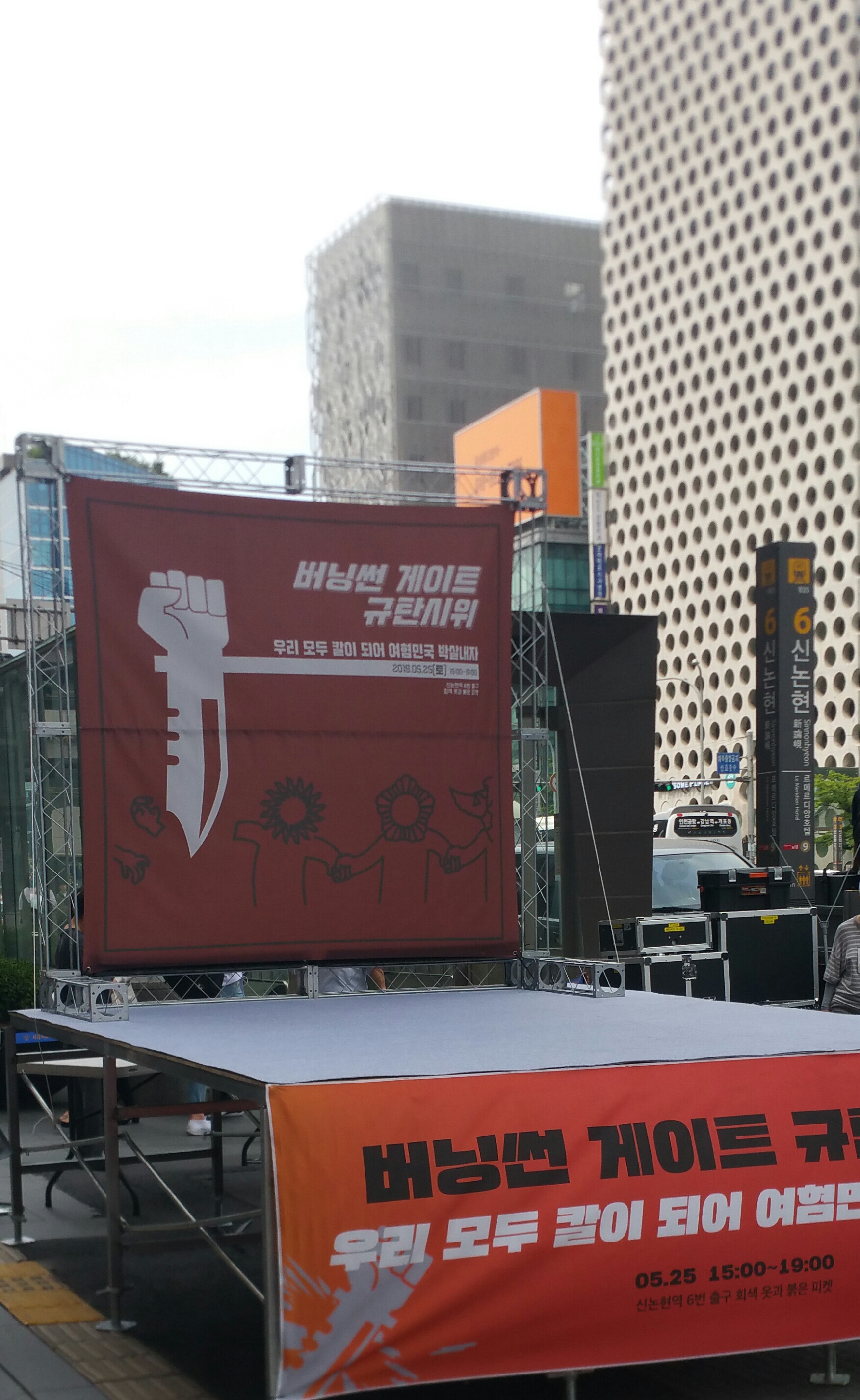
2019年5月25日抗議集會。

這場醜聞導致2019年3月8日的國際婦女節在江南街頭抗議。醜聞增加了對韓國婦女問題的持續討論，包括性別不平等，韓國萌芽的Me Too運動，女權主義，“molka”、賣淫和K-pop界對婦女的態度。慶熙大學的李澤光教授說：“最近的烈日夜總會醜聞暴露了剝削婦女的文化，這引起了公眾的憤怒。”

## 對於娛樂業的影響

### 財經
在2019年2月25日至3月15日期間，相關公司市值大幅下降，例如YG娛樂在2019年3月15日的股價市值為6492億韓元，比起上月25日的8638億韓元的高峰縮水約25%。該事件牽連的崔鍾訓、李宗泫所屬FNC娛樂的市值也減少22%，SM娛樂和Cube娛樂市值也減少20%以上。

### 韓國
韓國女團MOMOLAND成員Nancy將原名「李勝利」（이승리）改為「李格魯」（이그루）。
韓國綜藝節目《窮遊豪華團》於2019年2月份前往土耳其伊斯坦堡取景，在事件爆發後，該節目組剪接必須重頭來過，儘可能減少主持人鄭俊英的拍攝畫面。同年3月25日韓國TVN綜藝節目《在當地吃得開嗎3》的公開預告中，製作單位刪除所有關於鄭俊英的節目片段，並於4月18日首播。
2019年4月1日韓國女演員高準熹在受不了各方揣測下，也不忍家人遭受辱罵，因此在Instagram和微博發文說明與該事件無關，並確定不接演KBS連續劇《香水》。
在韓劇中《德魯納酒店》第七集（2019年8月3日播出）「13號房客」女鬼事件影射本次的Burning Sun門事件。

### 臺灣
先前勝利和鄭俊英來臺灣遊玩時，曾在臺北市夜店OMNI舉辦私人派對，臺灣藝人柯震東、王大陸、陳柏霖、言承旭皆有出席。柯震東的經紀公司表示，無端揣測將公司藝人與毒品活動連結在一起，這並非事實。王大陸是透過工作室在微博發聲明稿，表示與該事件完全無關。言承旭表示，當時是去找香港藝人房祖名，並不知勝利在場。

### 中國大陸
勝利涉嫌性交易仲介的日本富商青山光司曾與章子怡被香港媒體拍到一起吃飯，以及與范冰冰和黃曉明的合照，也被新聞媒體影射與該事件有關。對此，范冰冰在微博表示，與青山光司是在2008年一場慈善活動上應邀合照，兩人私下並沒有過多交集。

### 香港
香港歌手容祖兒與勝利合作的歌曲《Pretty Crazy》，由於勝利宣布停止演藝活動，改成獨唱曲。

## 公眾反应
韓國網路性暴力應對中心（KCSVRC）的一名代表，一個為隱藏攝影機相關犯罪的受害者提供法律諮詢的首爾活動家團體說，社會上有很多“Jung Joon-youngs”，如果醜聞沒有參與名人，它本來就是平安無事。
- 青瓦台發言人金宜謙在4月17日表示，即使是過去發生的事情，如果現在我們處理不當，也會追究我們政府的責任。檢方及警方相關領導層，必須以組織的命運為賭注，徹底查明真相[77][78]。
- Burning Sun股東李文浩：我怎麼會記得2015年的事情，我也不在最近大家在討論的勝利群組裡面。3年前的對話如果是有罪的話，大韓民國所有男人就都是罪人了，只是開玩笑聊的內容也得這樣被大家責罵嗎？[79][80]
- 韓國社會大眾與媒體認為韓國前法務部次長金學義（김학의）性暴力案在此一系列演藝圈性醜聞報導中被掩蓋[81]。

Google韓國國內最受歡迎的搜索詞包括郑俊英（Jung Joon-young）總體排名第二，而公眾人物排名第一；「Burning Sun」在國內新聞和問題上排名第三。